# Vittaria lineata
Vittaria lineata är en kantbräkenväxtart som först beskrevs av Carolus Linnaeus, och fick sitt nu gällande namn av James Edward Smith. Vittaria lineata ingår i släktet Vittaria och familjen Pteridaceae. Inga underarter finns listade.

## Bildgalleri

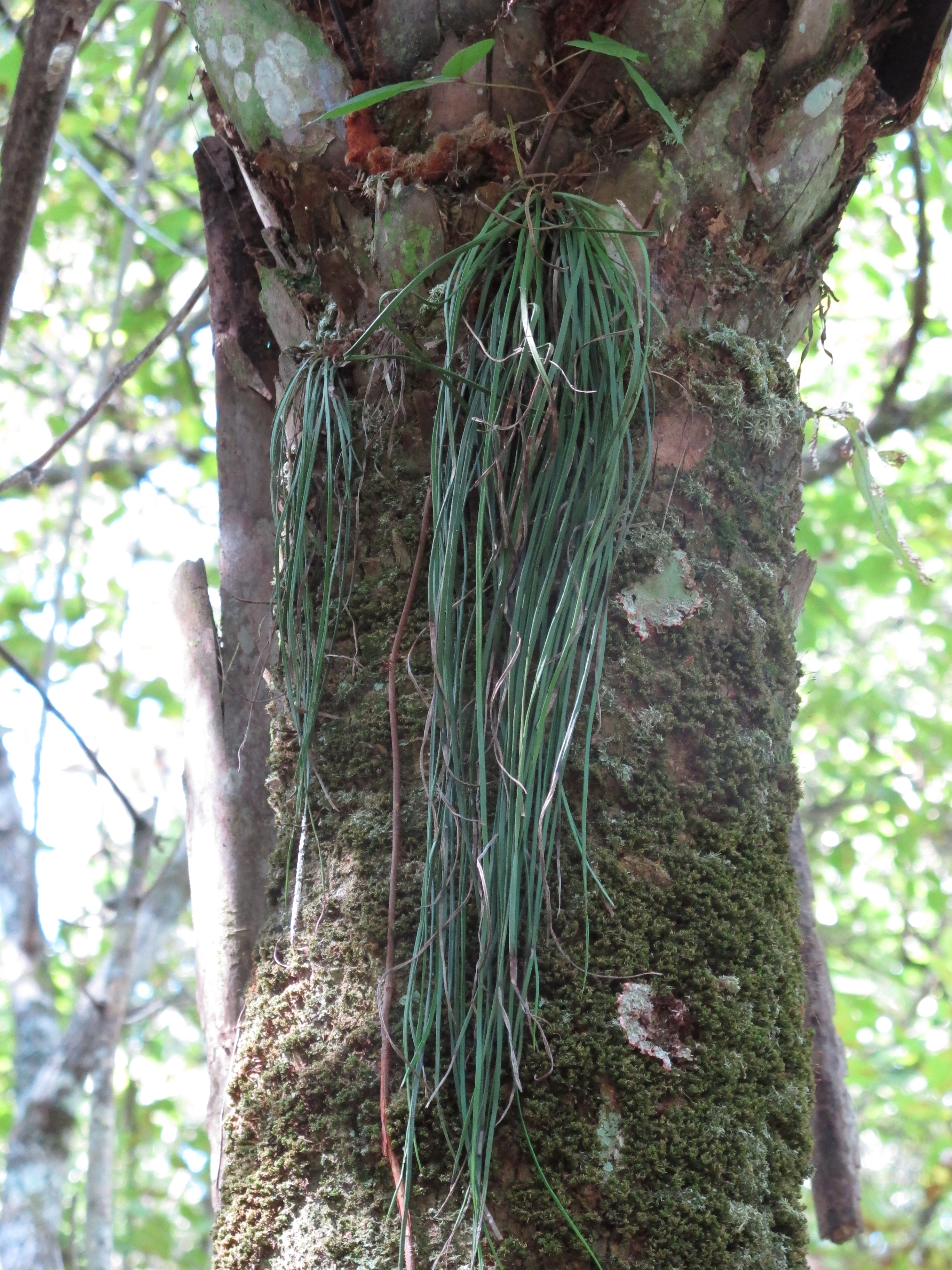
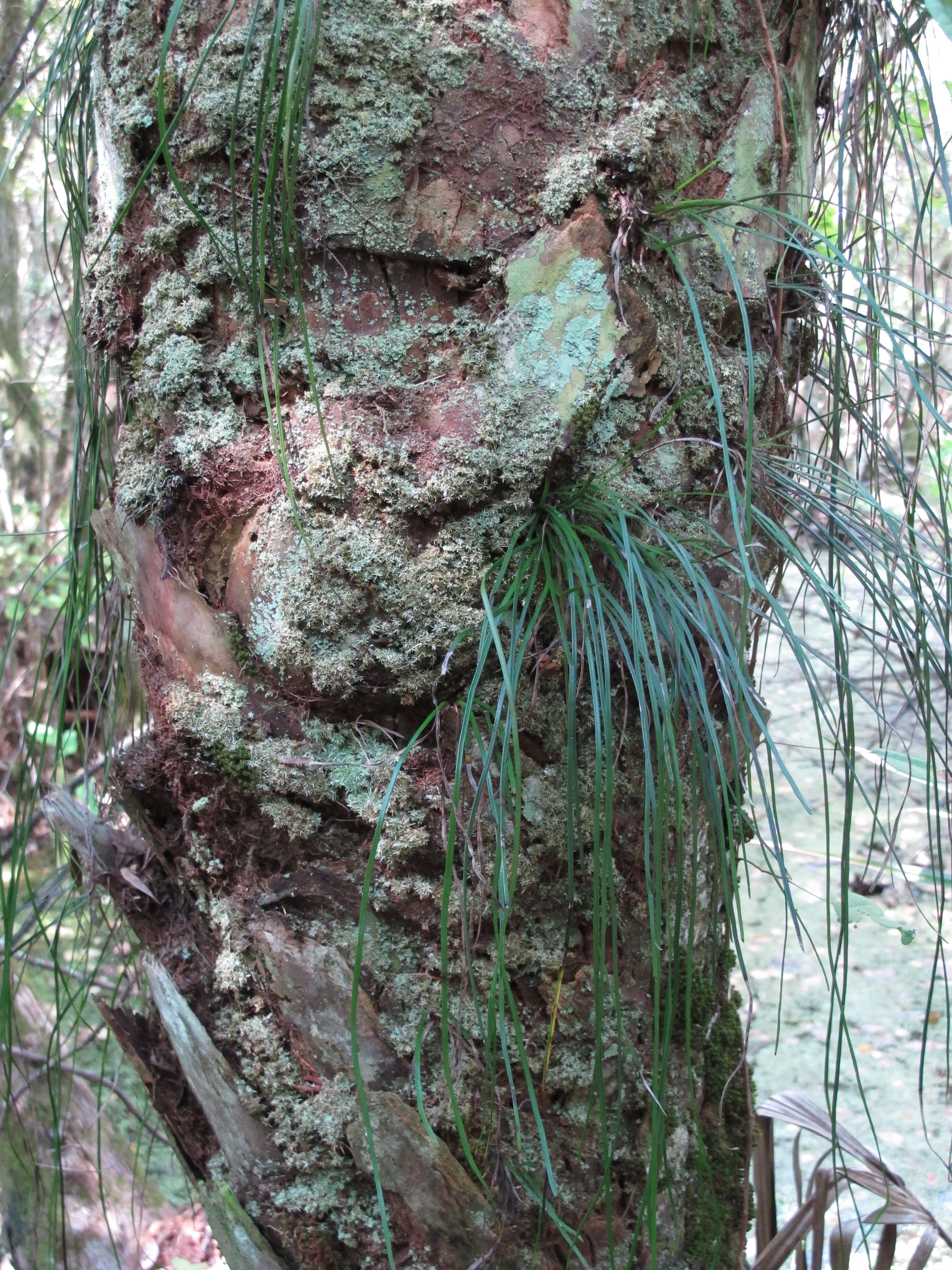
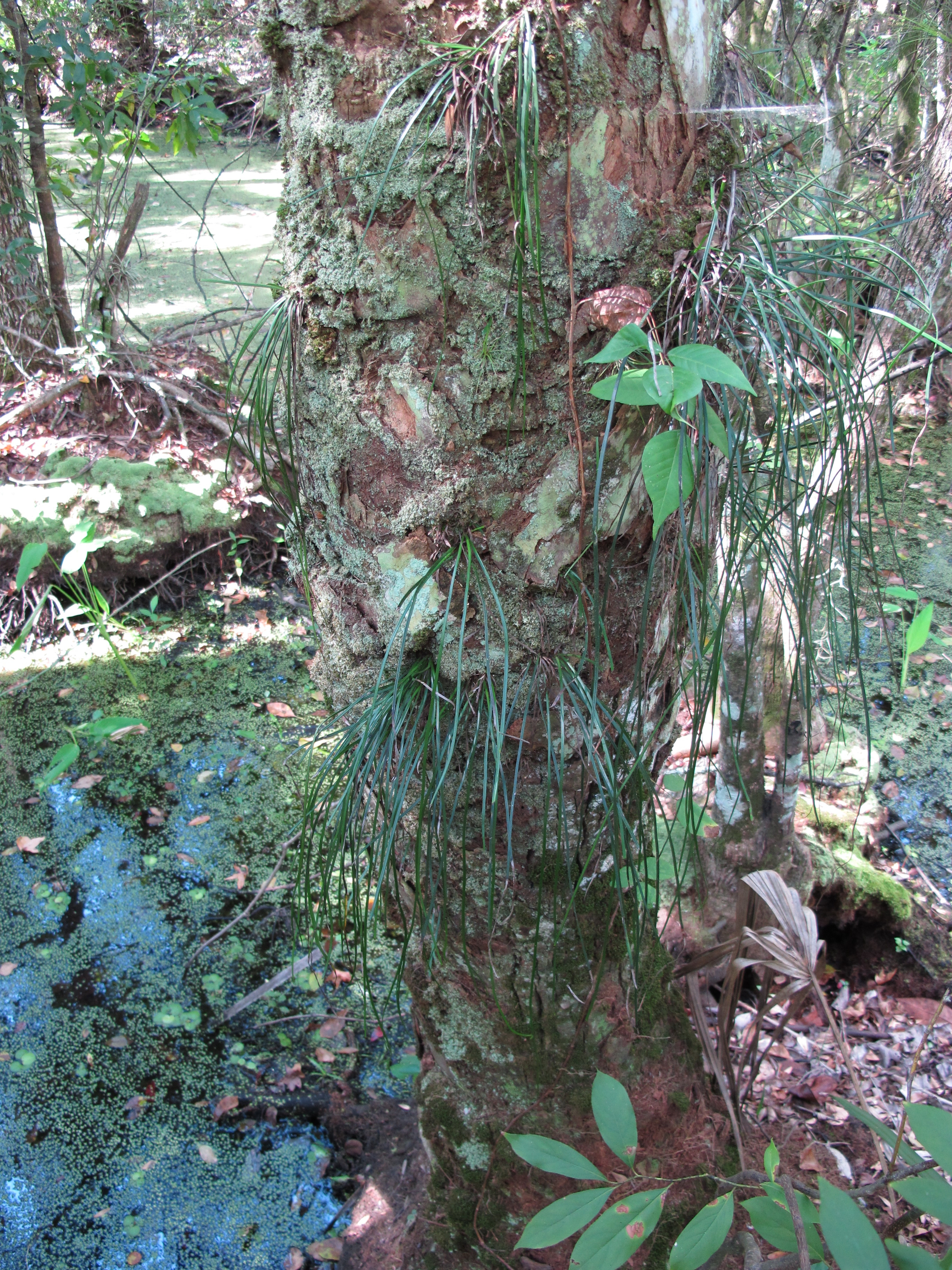
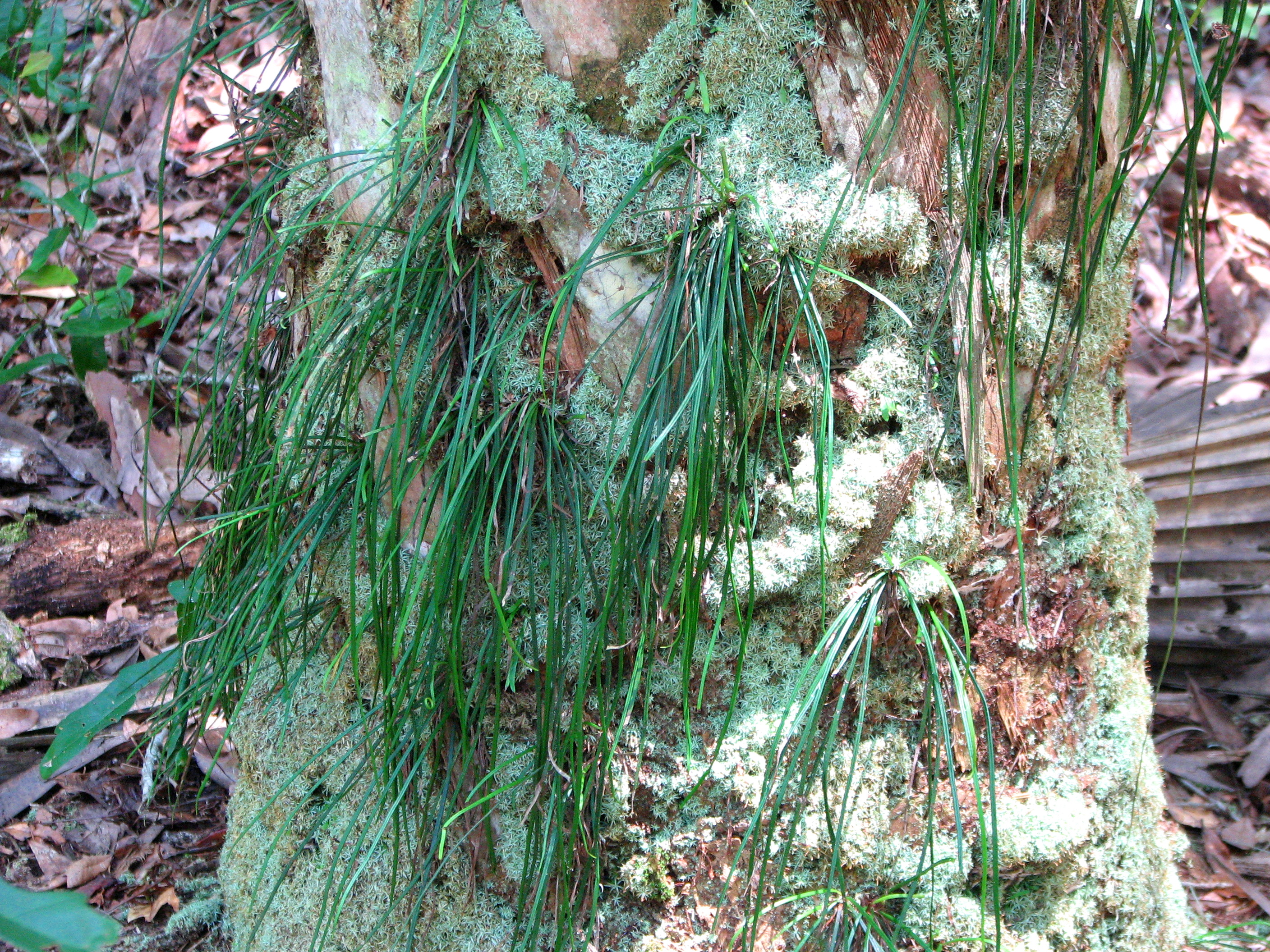
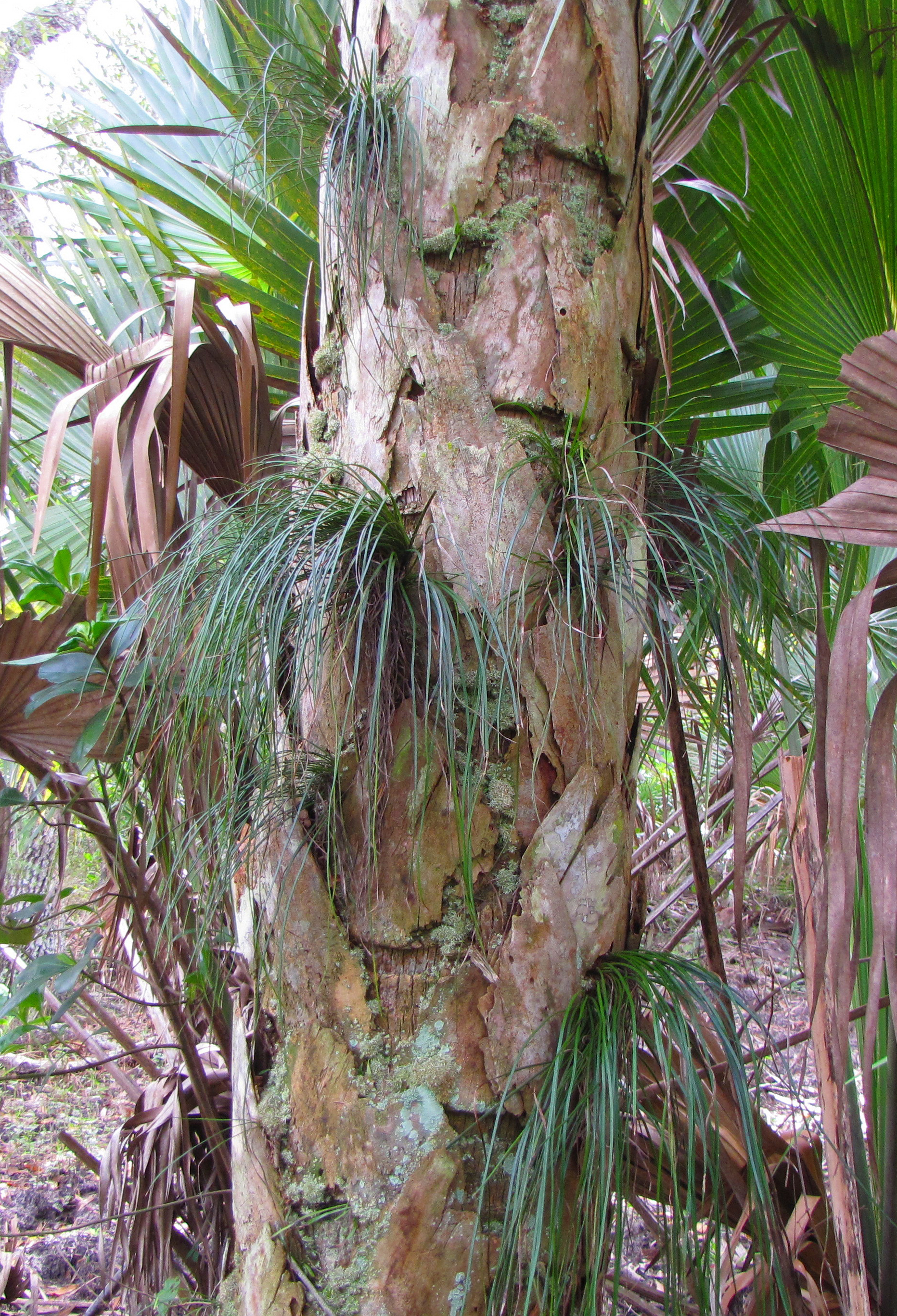